# Dominique Maltais
Dominique Maltais (Petite-Rivière-Saint-François, 9 de noviembre de 1980) es una deportista canadiense que compitió en snowboard, especialista en la prueba de campo a través.
Participó en tres Juegos Olímpicos de Invierno, obteniendo en total dos medallas, plata en Sochi 2014 y bronce en Turín 2006, y el vigésimo lugar en Vancouver 2010.
Ganó dos medallas en el Campeonato Mundial de Snowboard, plata en 2013 y bronce en 2011. Adicionalmente, consiguió dos medallas en los X Games de Invierno.

## Medallero internacional
| Juegos Olímpicos   | Juegos Olímpicos   | Juegos Olímpicos  | Juegos Olímpicos |
| Año                | Lugar              | Medalla           | Prueba           |
| ------------------ | ------------------ | ----------------- | ---------------- |
| 2006               | Turín (Italia)     | Medalla de bronce | Campo a través   |
| 2014               | Sochi (Rusia)      | Medalla de plata  | Campo a través   |
| Campeonato Mundial |                    |                   |                  |
| Año                | Lugar              | Medalla           | Prueba           |
| 2011               | La Molina (España) | Medalla de bronce | Campo a través   |
| 2013               | Stoneham (Canadá)  | Medalla de plata  | Campo a través   |

| X Games de Invierno | X Games de Invierno    | X Games de Invierno | X Games de Invierno |
| Año                 | Lugar                  | Medalla             | Prueba              |
| ------------------- | ---------------------- | ------------------- | ------------------- |
| 2012                | Aspen (Estados Unidos) | Medalla de oro      | Campo a través      |
| 2015                | Aspen (Estados Unidos) | Medalla de plata    | Campo a través      |